# Fascia notturna
La fascia notturna è la fascia oraria che inizia a orari variabili tra le 01:00 e le 02:00 e termina verso le 06:00-06:30.
In certi casi, soprattutto nelle reti emergenti, la fascia notturna finisce alle 08:00 o alle 09:00.

## La fascia notturna in Italia

### Le interruzioni notturne
La Rai sospendeva le trasmissioni in orario notturno fino al 1991: salvo variazioni, negli ultimi anni i programmi non andavano in onda tra l'una di notte e le 7:00 circa; tuttavia fino ai primi anni ottanta le trasmissioni iniziavano tipicamente all'ora di pranzo o poco dopo (a metà mattinata solo nei giorni festivi). Le trasmissioni erano aperte e chiuse dalle apposite sigle. Nelle ore notturne andava in onda il monoscopio accompagnato da una nota continua o da un sottofondo musicale; in altri casi (soprattutto fino agli anni '70) i ripetitori venivano spenti fino alla mattinata e si rilevava soltanto l'effetto neve. Verso il dicembre 1991 iniziarono anche per la Rai le trasmissioni notturne. Tuttavia, fino all'estate 2012 la stessa Rai sospendeva ancora le trasmissioni in orari compresi tra le 2:30-3:30 e le 6:00-7:00, a giorni stabiliti per ogni rete (primo martedì del mese su Rai 1, secondo martedì del mese su Rai 2 e terzo venerdì del mese su Rai 3) per mandare in onda le cosiddette "prove tecniche di trasmissione" (solitamente, il monoscopio racchiuso dalle sigle di fine e inizio trasmissioni aggiornate l'ultima volta nel 1990). 
I canali Fininvest (oggi Mediaset), la maggioranza dei circuiti e delle emittenti locali occuparono la fascia mattutina e parte della fascia notturna già dai primi anni ottanta: le trasmissioni iniziavano tra le 7:00 e le 8:30 e finivano tra l'1:00 e le 3:00, offrendo in terza serata principalmente film e telefilm in replica o di minor richiamo. Nelle ore notturne rimanenti andavano in onda solitamente i "rulli programmi", ovvero delle sequenze di testi, generate con dei microcomputer, che scorrevano verticalmente su uno sfondo fisso e si ripetevano dopo pochi minuti: esse contenevano il palinsesto della giornata successiva e talvolta messaggi pubblicitari in formato testo e informazioni di servizio. La maggioranza delle emittenti cominciò comunque a trasmettere 24 ore su 24 dai primi anni novanta.

### La fascia notturna oggi
Dal 1996 al 2010 le trasmissioni notturne sulle reti Rai andavano in onda con il marchio Rai Notte, contrassegno della struttura di rete che si occupava della loro produzione. Il contenitore Rai Notte era introdotto da una sigla uguale per tutte e tre le reti, accompagnata dal 21 settembre 2003 fino al 18 settembre 2010 dagli appositi bumper ident di rete:
- una mezza luna che scompare su sfondo blu per Rai 1 (trasmesso tutte le notti fino al 9 settembre 2007);
- due piedi nudi che fuoriescono dal letto per Rai 2 (trasmesso dal lunedì al venerdì notte)
- lampadine su uno sfondo verde per Rai 3 (trasmesso il venerdì, il sabato e la domenica prima dell'inizio della trasmissione Fuori orario. Cose (mai) viste.)

Dal 2010 la programmazione notturna delle reti Rai è stata gestita direttamente dalle reti: sono sopravvissuti alcuni programmi originali, ma in numero ridotto. Oggi nella fascia notturna delle reti generaliste vanno in onda:
- su Rai 1 programmi culturali come Sottovoce, Cinematografo, Applausi, Movie Mag ed altri. È inoltre presente il simulcast con Rai News24, in orario variabile: solitamente viene trasmesso dalle 2:00 circa alle 6:00/6:30 circa fino all'inizio della fascia mattutina, e inoltre dal 2020 al 2024 andava in onda per circa mezz'ora intorno all'1:00 di notte, simulcast in questa fascia oraria abolito.
- su Rai 2 film, telefilm, programmi di videoframmenti come Videocomic, repliche di trasmissioni come le rubriche del Tg2, dal 2021 una parte della trasmissione radiofonica I Lunatici in simulcast, alcuni telefilm e il programma Casa Italia dal 2022. Nei fine settimana ospita la ripetizione notturna di Rai News24;
- su Rai 3 il simulcast con Rai News24 dal lunedì al venerdì con inizio ad orario variabile tra le 01:10 e le 02:10 fino alle 07:00, sostituito nei weekend dal contenitore Fuori orario cose (mai) viste di Enrico Ghezzi. Dal 2022 sono stati trasferiti nella fascia notturna della rete gli storici programmi religiosi e interconfessionali Sulla via di Damasco, Sorgente di vita e Protestantesimo, che vanno in onda intorno all'una di notte.

Sulle reti generaliste Mediaset la programmazione della fascia notturna è maggiormente orientata su film, repliche di trasmissioni quotidiane, telefilm e altri programmi:
- su Rete 4 vanno in onda vecchi film, il TG4 Ultim'Ora, programmi come Ieri e oggi in TV e Come eravamo, le repliche di programmi come Stasera Italia e in passato, come tappabuchi prima della fascia mattutina, le televendite di Mediashopping;
- su Canale 5 vanno in onda vecchie fiction, film, repliche di trasmissioni quotidiane come Uomini e donne, Striscia la notizia e Paperissima Sprint, il TG5 Notte e repliche di soap come Vivere e CentoVetrine e in passato le televendite di Mediashopping;
- su Italia 1 vanno in onda le edizioni notturne, entrambe identificate La Giornata, di Studio Aperto e Sport Mediaset, alcuni programmi tratti dalle reti tematiche del gruppo (ad esempio i documentari del canale Focus, oppure Celebrated: Le grandi biografie) e soprattutto nel fine settimana film (principalmente di serie B all'italiana) e telefilm; in passato erano presenti anche le televendite di Mediashopping. Dal 2000 al 2002, poi dal febbraio 2015 al 2022 e poi dal 2024, la programmazione notturna di Italia 1 è caratterizzata anche da anime e serie animate solitamente in replica, occasionalmente in prima visione in chiaro o in assoluto come I Griffin o American Dad!.

Su La7 la programmazione notturna prevede repliche di programmi quotidiani come Otto e mezzo, Tagadà, L'aria che tira, Omnibus e alcuni vecchi film e telefilm.
In generale le emittenti tematiche e semigeneraliste utilizzano la fascia notturna in continuità con quella mattutina e giornaliera, proponendo secondi passaggi di telefilm o altri programmi trasmessi la precedente giornata oppure in un passato più o meno recente; i canali tematici di Mediaset e Rai ospitano anche programmi d'archivio provenienti dalle reti generaliste.